# Erythrolamprus frenatus
Erythrolamprus frenatus är en ormart som beskrevs av Werner 1909. Erythrolamprus frenatus ingår i släktet Erythrolamprus och familjen snokar. Inga underarter finns listade i Catalogue of Life.
Arten förekommer i Brasilien i södra delen av delstaten Minas Gerais samt i delstaterna Goiás, Mato Grosso do Sul, Paraná och São Paulo. Den hittas även i Paraguay och norra Argentina. Honor lägger ägg.